# Leo Brunnberg
Leo Brunnberg (* 27. Juli 1945 in Wickede (Ruhr)) ist ein deutscher Veterinärmediziner.

## Werdegang
Leo Brunnberg studierte Veterinärmedizin an der Universität München, wo er 1974 promoviert wurde. Nach Weiterbildung zum Fachtierarzt für Chirurgie (1978) und Fachtierarzt für Radiologie (1987) habilitierte er sich 1988 in München. Von 1991 bis 1993 war er Professor für Kleintierkrankheiten an der Tierärztlichen Hochschule Hannover. Von 1993 bis zu seinem Ruhestand 2016 war er Professor für Kleintierkrankheiten an der Freien Universität Berlin. 

## Auszeichnungen
- 1979: Förderpreis der Schlüterschen Verlagsgesellschaft
- 2002: Aufnahme in die Deutsche Akademie der Naturforscher Leopoldina[1]
- 2007: Richard Völker-Medaille der Deutschen Gesellschaft für Kleintiermedizin
- 2012: Verdienstkreuz am Bande der Bundesrepublik Deutschland[2]